# Basedowena
Basedowena is een geslacht van weekdieren uit de klasse van de Gastropoda (slakken).

## Soorten
- Basedowena angatjana (Solem, 1992)
- Basedowena bethana (Solem, 1997)
- Basedowena bicolor Criscione & Köhler, 2016
- Basedowena colmani (Solem, 1993)
- Basedowena cottoni Iredale, 1937
- Basedowena elderi (Bednall, 1892)
- Basedowena elfina (Iredale, 1939)
- Basedowena hinsbyi (Gude, 1916)
- Basedowena holoserica Criscione & Köhler, 2016
- Basedowena oligopleura (Tate, 1894)
- Basedowena polypleura (Tate, 1899)
- Basedowena radiata (Hedley, 1905)
- Basedowena siparium Criscione & Köhler, 2016